# Puccinia arundinariae
Puccinia arundinariae ist eine Ständerpilzart aus der Ordnung der Rostpilze (Pucciniales). Der Pilz ist ein Endoparasit von Stechwinden sowie des Süßgrases Arundinaria tecta. Symptome des Befalls durch die Art sind Rostflecken und Pusteln auf den Blattoberflächen der Wirtspflanzen. Sie kommt im östlichen Teil der USA vor.

## Merkmale

### Makroskopische Merkmale
Puccinia arundinariae ist mit bloßem Auge nur anhand der auf der Oberfläche des Wirtes hervortretenden Sporenlager zu erkennen. Sie wachsen in Nestern, die als gelbliche bis braune Flecken und Pusteln auf den Blattoberflächen erscheinen.

### Mikroskopische Merkmale
Das Myzel von Puccinia arundinariae wächst wie bei allen Puccinia-Arten interzellulär und bildet Saugfäden, die in das Speichergewebe des Wirtes wachsen. Die Aecien  der Art besitzen 25–29 × 23–28 µm große, kugelige oder breitellipsoide, hyaline Aeciosporen mit runzliger Oberfläche. Die zimtbraunen Uredien der Art wachsen unterseitig auf den Blättern der Wirtspflanze. Ihre dunkel zimtbraunen bis goldenen Uredosporen sind breitellipsoid, 30–36 × 26–30 µm groß und fein stachelwarzig. Die blattunterseitig wachsenden Telien der Art sind schwarzbraun und früh unbedeckt. Die goldenen bis haselnussbraunen Teliosporen des Pilzes sind zweizellig, in der Regel ellipsoid bis länglich ellipsoid und 38–65 × 20–26 µm groß. Ihre Stiele sind farblos und bis zu 160 µm lang.

## Verbreitung
Das bekannte Verbreitungsgebiet von Puccinia arundinariae reicht von North Carolina bis Texas.

## Ökologie
Die Wirtspflanzen von Puccinia arundinariae sind für den Haplonten Stechwinden (Smilax spp.) sowie Arundinaria tecta für den Dikaryonten. Der Pilz ernährt sich von den im Speichergewebe der Pflanzen vorhandenen Nährstoffen, seine Sporenlager brechen später durch die Blattoberfläche und setzen Sporen frei. Die Art verfügt über einen Entwicklungszyklus mit Telien, Uredien, Spermogonien und Aecien und macht einen Wirtswechsel durch.